# ألان بيكوك
ألان بيكوك (بالإنجليزية: Alan Peacock) (مواليد 29 أكتوبر 1937) هو لاعب كرة قدم. لعب مع منتخب إنجلترا لكرة القدم. سبق له أن لعب في كأس العالم لكرة القدم مع منتخب بلاده.

## مسيرته الكروية
لعب ألان بيكوك خلال مسيرته الاحترافية مع 3 أندية في أربعة عشر موسمًا وسجل خلالها 153 هدف ضمن 283 مباراة. ولم يفز بأي موسم بالكأس أو بالدوري.
خاض ألان بيكوك مسيرته مع نادي ميدلزبره في موسم 1955–56 ليلعب معه تسعة مواسم، مشاركًا في 218 مباراة سجل خلالها 125 هدف. ثم انتقل إلى نادي ليدز يونايتد في موسم 1963–64 ليلعب معه أربعة مواسم، حيث شارك في 54 مباراة سجل خلالها 27 هدفًا. لينتقل بعدها إلى نادي بليموث أرجايل في موسم 1967–68 لمدة موسم واحد، مشاركًا في 11 مباراة سجل خلالها هدفًا واحدًا.

## روابط خارجية
- ألان بيكوك على موقع الاتحاد الدولي (مؤرشف)  (الإنجليزية)
- ألان بيكوك على موقع قاعدة بيانات كرة القدم.إي يو (الإنجليزية)
- ألان بيكوك على موقع ناشيونال فوتبول تيمز (الإنجليزية)